# Az igazságosztó (film)
Az igazságosztó (eredeti cím: The Enforcer) 1976-ban készült film, mely a harmadik része a Piszkos Harry sorozatnak. Harry Callahan felügyelőt ismét Clint Eastwood kelti életre, társa ezúttal Kate Moore felügyelő, akit Tyne Daly játszik, az ellenfél pedig Bobby Maxwell, szerepét DeVeren Bookwalter játssza.

## Cselekmény
A film nyitójelenetében egy hiányos öltözetű nő egy elhagyott helyre csal két munkást, majd egy Bobby Maxwell nevű férfi, aki egyben a People Revolutionary Strike Force nevű banda vezetője, megöli a két férfit, majd a holtak egyenruhája és furgonja segítségével megtervez egy rablást.
Közben Harry Callahan felügyelő (Clint Eastwood) és Frank DiGeorgio egy rablási helyszínen van, ahol négy férfi túszul ejtett néhány embert egy élelmiszerboltban. A rablás végén Harry behajt a kocsival a boltba és lelövi az összes rablót. A rendőrkapitányságon Harry megrovásban részesül, mivel túl erőszakos módszerei miatt túsz is beperelte a rendőrséget, a bolt berendezésében jelentős kárt okozott, ezért a felügyelőt a személyzeti osztályra helyezik át. Harry egy felvételi interjúban vesz részt, ahol megtudja, a feminista mozgalom követeléseinek hatására a rendőrségen nőket akarnak alkalmazni nyomozóként. Egy Kate Moore nevű kezdő felügyelő is részt vesz a meghallgatáson, akire Harry rosszallóan tekint, mivel a nő még nem tartóztatott le senkit, ezért Harry úgy ítéli meg, hogy a nő veszélybe kerül, ha az utcán kell járőröznie. Ennek ellenére a nőt felveszik és Harry mellé rendelik ki társnak.
Azon az éjszakán a PRSF behatol egy katonai raktárba, automata fegyvereket lopnak és rakétavetőket. DiGeorgio járőrözés közben észreveszi őket és utánuk megy. A raktárba érve rájuk fogja a fegyvert, de az egyik tag hátba szúrja, mire DiGeorgio véletlenül lelövi az egyik női tagot. A riasztó megszólal, így Maxwell és csapata lelép, hátrahagyva a halott nőt (akit Bobby Maxwell öl meg három lövéssel, hogy ne kelljen vele bajlódniuk) és DiGeorgiót, aki súlyos sérülést szenvedett, de még életben van.
Másnap reggel a kórházban DiGeorgio elmondja Harrynek, hogy az egyik elkövetőt néhány évvel ezelőtt már látta, mivel együtt kapták el. Ezután DiGeorgio meghal, Harry pedig új társat kap Moore felügyelő személyében. Ketten a bíróságra mennek, ahol egy PRSF tag bombát robbant a vécében. Harry és Moore a nyomába ered, hosszú hajsza után sikerül elkapniuk, így Harry eljut az Uhuru banda vezetőjéhez, Ed Musztafához (Albert Popwell). Harry egyezséget ajánl Musztafának, de miután elhagyja a helyiséget, Musztafát elkapja a rendőrség és az ő bandáját gyanúsítják meg a katonai raktár kirablásával.
Mindenki azt hiszi, hogy az ügynek vége, így a polgármester ki akarja tüntetni McKay kapitányt, Harryt és Moore-t. Harry dühös lesz, majd beolvas a kapitánynak és a polgármesternek, akik erre felfüggesztik hat hónapra. Moore utánamegy és ketten elbeszélgetnek egy kicsit személyes dolgaikról, végül Harry elismeri női társát, mint embert.
Ezután a PRSF egy baseball meccs után elrabolja a polgármestert és az Alcatraz-szigetre viszi. Több millió dollár váltságdíjat és egy repülőgépet követelnek, amit a rendőrség hajlandó is kifizetni. Harry és Moore egy hajóval a szigetre megy, ahol hatalmas tűzharc alakul ki. Harry és Moore néhány embert megöl, majd Maxwell eltalálja néhányszor Moore-t, akinek korábban sikerült kiszabadítania a polgármestert. Maxwell a polgármesterrel együtt felmászik egy őrlesre. Harry egy M72 LAW gránátvetőt vesz magához, a polgármester elmenekül, a felügyelő pedig megsemmisíti Maxwellt. Ezután Harry lemegy a polgármesterhez, aki közben hevesen dicséri a rendőrt, ám Harry nem szól semmit, csak a polgármester kezébe adja az üres fegyvert. Ezután odamegy Moore-hoz és szomorúan tudatosul benne, hogy egy újabb társat veszített el.

## Szereplők
| Szerep                    | Színész            | Magyar hang    |
| ------------------------- | ------------------ | -------------- |
| Harry Callahan felügyelő  | Clint Eastwood     | Vass Gábor     |
| Kate Moore felügyelő      | Tyne Daly          | Kocsis Mariann |
| Al Bressler hadnagy       | Harry Guardino     | Szersén Gyula  |
| McKay százados            | Bradford Dillman   | Harsányi Gábor |
| Frank DiGiorgio felügyelő | John Mitchum       | Láng József    |
| Bobby Maxwell             | DeVeren Bookwalter | Sörös Sándor   |
| A polgármester            | John Crawford      | Fülöp Zsigmond |
| Wanda                     | Samantha Doane     | Jani Ildikó    |
| Buchinski                 | Robert F. Hoy      | Kiss Gábor     |
| Miki                      | Jocelyn Jones      | Dudás Eszter   |
| John atya                 | M.G. Kelly         | Imre István    |
| `Big` Ed Mustapha         | Albert Popwell     | Melis Gábor    |
| Mendez                    | Rudy Ramos         | Nagy Gábor     |
| Andy                      | Bill Ackridge      | Izsóf Vilmos   |

## Produkció
A film munkacíme eredetileg Moving Target volt, majd később Dirty Harry III lett.
Az eredeti forgatókönyv írói nem tudták, hogyan juttassák el a könyvet Clint Eastwoodhoz. Végül a The Hog Breath Inn-él, Eastwood Carmel-i étterménél hagyták az írást. Az írók Gail Morgan Hickman és S. W. Schurr voltak. Eastwoodot érdekelni kezdte a szkript, ezért odaadta  Sterling Silliphantnek és Dean Riesnernek, hogy tökéletesítsék.
A Moving Target cselekménye egy kikötői bandát helyezett volna a középpontba, akik a film végén elfoglalják az Alcatraz-szigetet. Eastwood érdekesnek találta ezt az ötletet is, valamint beleíratott a forgatókönyvbe egy pap foglalkozású karaktert, aki titokban támogatja a csoportot. Gail Morgan Hickman később egy második Piszkos Harry-forgatókönyvet mutatott Eastwoodnak, aminek a címe Chain Reaction volt, ám a színész-rendezőt nem érdekelte ez a változat. A két harci csoportot  – a People Revolutionary Strike Force-ot és az Uhurut – két valódi csoportról mintázták, akik neve Symbionese Liberation Army (akik elrabolták Patricia Hearstöt) és Black Panther Party (=Fekete Párducok) volt. Eastwoodot ezek a csoportok inspirálták a Vesszőfutás című filmjének készítésénél.
Az eredeti forgatókönyvben Harry és Kate Moore között romantikus kapcsolat jött létre, de ezt az elemet Eastwood és Fargo ellenezte. Daly ugyanígy érzett és azt gondolta, a kapcsolatnak csupán barátinak kellene maradnia. Miközben a filmen dolgozott, észrevett egy érdekes dolgot: rendőrként ha valaki szerelmes lesz aktuális partnerére, akkor új társat kap, mivel így akció közben jobban tud koncentrálni és nem veszélyezteti magát és társát-szerelmét. Kate Moore, Harry partnere megemlíti Callahan előző társait – Fanduccit, aki a Piszkos Harry-ben került említésre és Early Smith-t a A Magnum erejéből, valamint Chico Gonzalezt, aki az első részben sebesült meg, majd otthagyta a rendőrséget, hogy tanár legyen.
Ez a film Tyne Daly egyik első filmszerepe volt, ám kezdetben nem akarta elvállalni. Háromszor is visszautasította, mivel azt gondolta, a karakter inkább komikus és a női megkülönböztetés elemeként tűnik fel. Végül a producerek meggyőzték, találkozzon Eastwooddal, hogy megbeszéljék a dolgot.
Visszatérő karakterek Bressler hadnagy (Harry Guardino) és Frank DiGeorgio (John Mitchum), akik utoljára tűnnek fel a sorozatban. Bressler Harry főnöke volt a sorozat első filmjében, amíg DiGeorgio az előző két filmben kapott szerepet. Egy új karakter, Jerome McKay kapitány (Bradford Dillman), Harry feletteseként jelent meg. Dillman hasonló szerepet játszott a negyedik részben is. Rob Reiner feltűnt egy cameo-szerepben a háztetős üldözés során. (Ő az a fickó, akivel Henry Lee összefut, miközben Harry elől menekül).
Ez az egyetlen film az öt közül, aminek zenéjét nem Lalo Schifrin szerezte, mivel Az elátkozottak utazása című film miatt nem volt rá ideje. A dzsesszes zenét ezúttal Jerry Fielding komponálta.
A film során több karakternél van egy M72 LAW nevű fegyver. Ez egy valós tank-elhárító rakétavető. A filmben egy M72A01 típus látható, amit a vietnámi háború alatt használtak. Harry az élelmiszerboltos jelenetnél egy 1974-es típusú Plymouth Satellite-et vezet, később egy 1974-es Ford Torinót. Egy rövid jelenetet a San Franciscó-i városházán forgattak, abban az irodában, ami később George Moscone polgármester irodája lett. Az első filmben a Suite 200 irodában forgattak, amiben akkoriban Joseph Alioto dolgozott.
1980-ban egy író beperelte Eastwoodot azzal az okkal, hogy a színész-rendező ellopta tőle a film címét. Eastwood azt nyilatkozta, hogy a címet az 1951-ben készült Humphrey Bogart-filmből, a The Enforcer-ből vette át, amit szintén a Warner Bros. forgalmazott. Az ügyet ejtették.
Eredetileg mindenki (köztük Eastwood is) azt akarta, hogy ez legyen az utolsó Piszkos Harry-film. Egy Warner Bros. vezette szavazást követően 1983-ban eldöntötték, hogy feltámasztják a sorozatot és leforgatják a negyedik filmet, Az igazság útja címmel.

## Fogadtatás

### Kritika
A filmet kedvezően fogadták a kritikusok, a Rotten Tomatoes oldalán 77%-ot kapott, így az előző rész, A Magnum ereje 3 százalékkal körözi le. Sokan a leggyengébb résznek tekintik a sorozatban, az Internet Movie Database-on 6,6 ponton áll. Bár a következő rész kevesebbet kapott, sokak szerint Az igazság útja felülmúlja ezt a filmet.

### Bevételek
Az igazságosztó összesen 46 236 000 dollárt hozott az amerikai mozikban. Annak idején ez volt a legtöbbet hozó Piszkos Harry-film, ám a negyedik rész után a második helyre csúszott.